# Сергієвка (Буздяцький район)
Сергі́євка (рос. Сергеевка, башк. Сергеевка) — село у складі Буздяцького району Башкортостану, Росія. Входить до складу Буздяцької сільської ради.
Населення — 702 особи (2010; 678 у 2002).
Національний склад:
- росіяни — 44 %
- башкири — 36 %